# Parc national terrestre et marin des Îles Exumas
Le parc national terrestre et marin des Îles Exumas (anglais : Exuma Cays Land and Sea Park) est une zone naturelle protégée des Bahamas. Crée en 1958, il est le premier parc national du pays. 